# Compsocradus laevigatus
Compsocradus laevigatus Berry et Stain, 2000 es una especie de Pteridophyta perteneciente al orden Iridopteridales. Este vegetal de porte probablemente herbáceo es conocido a partir de sus restos fósiles datados entre el periodo Givetiense, del Devónico Medio conocida por sus fósiles localizados en la Formación Campo Chico de Sierra Perijá, Venezuela

## Descripción
A pesar de lo fraccionario de los restos fósiles conocidos de Compsocradus laevigatus gran parte de su anatomía ha podido ser estudiada con detalle. Estos fósiles muestran a un vegetal con crecimiento pseudomonopodial y dos órdenes de ramificación, siendo el primero de ellos probablemente el eje principal aunque no se descarta que estos ejes se encuentre unidos a otro mayor. Tanto en las ramificaciones de primer orden como en las de segundo orden aparecen una serie de apéndices multidicótomos estériles o fértiles. No se conoce el sistema radicular en ninguno de los ejes conservados ni los ápices por lo que se ignora la envergadura total de la especie.
Como eje principal de Compsocradus laevigatus aparecen unas ramificaciones de primer orden erectas de entre 2 y 6 mm de diámetro y 135 mm de longitud en el ejemplar mejor conservado. Estos ejes tienen la superficie lisa, sin pilosidades ni espinas, y con canaladuras longitudinales. Se organiza en nudos y entrenudos, siendo la longitud de estos variable entre 12 y 18 mm. En cada nudo se insertan en ángulo agudo tres órganos anejos, tanto ramificaciones secundarias como apéndices, formando un verticilo. Estos tres órganos se organizan en seis posiciones posibles formando siempre entre ellos un ángulo de 120 grados. 
Las ramificaciones de segundo orden son más estrechas y cortas con entre 0,7 y 2,2 mm de diámetro, una longitud máxima conocida de 45 mm y de epidermis lisa. Se ha podido observar que estas ramificaciones se curvan hacia su ápice, que en ningún caso se ha conservado. Insertados en los ejes secundarios se encuentran los apéndices estériles y fértiles en un patrón desconocido pero que parece ser alterno o verticilado.
Los apéndices poseen ejes estrechos, de 1,4 mm en su base, y dicotomizan hasta seis veces isótoma o anisótomamente en ángulo perpendicular hasta una longitud máxima de 25 mm. A pesar de que la compresión sufrida por los ejemplares durante el proceso de fosilización muestra apéndices planares parece ser que estos tuvieron una morfología tridimensional. De este modo la primera dicotomía es siempre tangencial al eje en el que se encuentran, la segunda dicotomía tiene lugar con un ligero ángulo que mantiene la bidimensionalidad del apéndice pero las dicotomías siguientes ocurren en diversos ángulos. 
Los apéndices estériles terminan en un par de tallos agudos curvados hacia el exterior mientras que los fértiles poseen un par de esporangios erectos en su extremo. Estos esporangios, unos 64 por apéndice, son fusiformes a ovales con un diámetro de entre 0,4 y 0,7 mm y una longitud de entre 1,3 y 1,7 mm. No se ha observado el mecanismo de dehiscencia que presentan y no se ha podido identificar ningún tipo de espora en ellos.
El cilindro vascular de Compsocradus laevigatus es una protostela de tipo actinostela acanalada con maduración mesarca y seis haces de xilema primario de los cuales surgen las trazas de las ramificaciones secundarias y apéndices. Presenta hebras de protoxilema periférico en cada uno de los haces de xilema primario, con traqueidas con perforaciones uniseriadas circulares a ovales. El metaxilema está compuesto por traqueidas grandes, de entre 60 y 84 μm de diámetro y se conoce la presencia de floema primario y córtex en el tejido externo al cilindro vascular.

## Taxonomía
El nombre genérico Compsocradus proviene de las palabras griegas κομπσο, «elegante» y κραδοσ, «rama» mientras que el epíteto específico, laevigatus, significa en latín «liso», por la superficie de los tallos carente de pilosidades o espinas. Una segunda especie de su género, Compsocradus givetianus fue descrita a partir de restos fósiles recuperados en la misma localidad.